# Capità Dent de Sabre
Capità Dent de Sabre (títol original en noruec, Kaptein Sabeltann) és una pel·lícula d'animació de 2003 dirigida per Stig Bergqvist. S'ha doblat al català.
El tema es va inspirar en les històries de l'autor i cantant noruec Terje Formoe.
La pel·lícula va ser vista per un total de 180.000 persones als cinemes noruecs la temporada 2003-2004. Va ser relativament ben rebuda pels crítics. Entre altres publicacions, FilmMagasinet li va atorgar cinc estrelles; VG, Aftenposten i Dagbladet, quatre, i Dagsavisen, tres.
La producció de la pel·lícula va començar el 1999 i va trigar quatre anys a completar-se. Tot el treball preparatori es va fer a Noruega, mentre que el dibuix principal i el disseny es van fer a Hongria amb una barreja de dibuixants noruecs i hongaresos: 200 en total.